# Аташе
Аташе́ (фр. attaché — прикріплений) — нижчий дипломатичний ранг співробітників посольств, місій та апарату відомств закордонних справ, в тому числі і Міністерства закордонних справ України.
Аташе називаються також спеціалісти — працівники інших відомств при дипломатичних представництвах. У своїй діяльності вони підлеглі главі представництва та відповідному відомству своєї країни.
Аташе бувають військові, військово-повітряні, військово-морські, торговельні, фінансові, преси тощо.